# 존 버넌
존 버넌(영어: John Vernon, 본명: 아돌푸스 라이몬두스 버넌 아고프소비치(Adolphus Raymondus Vernon Agopsowicz) ,1932년 2월 24일 ~ 2005년 2월 1일)은 캐나다의 배우이다. 조상은 부코비아에서 살았던 오스트리아-폴란드인이다.

## 영화
- 델고 (2008년)
- 배트맨 - 배트우먼의 미스터리 (2003년)
- 두 얼굴의 사나이 - 애니메이션 시리즈 (1996년)
- 패밀리 캅스 (1995년)
- 맬리시우스 (1995년)
- 아카풀코 해변수사대 (1993년)
- 레니게이드 (1992년)
- 애욕의 덫 (1991년)
- 갱 스토리 (1990년)
- 외계인 삐에로 (1988년) - 커티스 무니 역
- 아임 고너 깃 유 서카 (1988년)
- 인섹트 (1987년)
- 어니스트 1 - 캠핑 가다 (1987년)
- 형사 잭 (1987년)
- 팜스프링스의 청춘 (1985년)
- 유쾌한 감방 (1985년)
- 타인의 피 (1984, Le Sang des autres)
- 사베지 스트리트 (1984년)
- 체인 히트 (1983년)
- 미녀 배우 (1983년)
- 에어플레인 2 (1982년)
- 더 폴 가이 (1981년)
- 헤비 메탈 (1981년)
- 허비 - 흥분하다 (1980년)
- 애니멀 하우스의 악동들 (1978년) - 딘 버넌 워머 역
- 특별한 날 (1977년)
- 안젤라 (1977년)
- 고양이 대습격 (1977년)
- 골든 랑데부 (1977년)
- 무법자 조시 웰즈 (1976년)
- 형사 브레이건 (1975년)
- 블랙 윈드밀 (1974년) - 맥키 역
- 스위트 무비 (1974년)
- 버지니아 힐 이야기 (1974년)
- 돌파구 (1973년)
- 더티 해리 (1971년) - 서장 역
- 내일을 향해 달려라 (1969년)
- 토파즈 (1969년)
- 포인트 블랭크 (1967년) - 맬 역
- 우젝 (1966년)
- 제5전선 (1966년)
- FBI (1965년)
- 1984 (1956년)